# Charon trebax
Charon trebax är en spindeldjursart som beskrevs av Karsch 1879. Charon trebax ingår i släktet Charon och familjen Charontidae. Inga underarter finns listade i Catalogue of Life.